# Ellen Glacier
Ellen Glacier är en glaciär i Antarktis. Den ligger i Västantarktis. Chile gör anspråk på området. Ellen Glacier ligger 754 meter över havet.
Terrängen runt Ellen Glacier är kuperad åt sydost, men åt nordväst är den bergig. Trakten är obefolkad. Det finns inga samhällen i närheten. 